# John de Vere, XIII conte di Oxford
John de Vere XIII conte di Oxford (8 settembre 1442 – Castle Hedingham, 10 marzo 1513) figlio di John de Vere, XII conte di Oxford ed Elizabeth Howard fu uno dei principali comandanti lancasteriani durante la Guerra delle due rose. Combatté al fianco di Enrico Tudor alla Battaglia di Bosworth Field e alla Battaglia di Stoke Field.

## Il nobile ribelle
John de Vere nacque l'8 settembre 1442 da John de Vere, XII conte di Oxford (3 aprile 1408-26 febbraio 1462) ed Elizabeth Howard (1410 circa-1474), secondo di otto figli.
Nel febbraio del 1462 suo fratello maggiore Aubrey fu messo agli arresti insieme a Thomas Tuddenham (10 maggio 1401-23 febbraio 1462), nobile che era passato a sostenere la Casa di York per poi tornare in seno a quella dei Lancaster con l'accusa di aver complottato contro Edoardo IV d'Inghilterra. Insieme a loro due John Tiptoft, I conte di Worcester arrestò anche suo padre, il XII conte, questi venne giustiziato il 26 febbraio presso la Tower Hill, mentre Aubrey venne ucciso sei giorni dopo nello stesso posto.
A seguito di un concilio che Edoardo tenne insieme alle famiglie lancastriane si decise che John potesse succedere al padre quale XIII Conte di Oxford e il 18 gennaio 1464 egli ottenne licenza di entrare in possesso dei titoli e delle terre paterne. Il 26 maggio 1465 John venne creato cavaliere dell'Ordine del Bagno in occasione dell'incoronazione della regina Elisabetta Woodville e in quell'occasione agì sia da Lord gran ciambellano, a causa dell'assenza di Richard Neville, XVI conte di Warwick, che come ciambellano della regina stessa. Nel novembre del 1468 John confessò di stare complottando con i lancastriani contro il re e per questo venne portato alla Torre di Londra, vi rimase poco, venne infatti rilasciato nel gennaio seguente e il 5 aprile ricevette il perdono formale del re. Entro il mese di luglio tuttavia John si unì a coloro che di Edoardo erano scontenti, fazione capitanata dal conte di Warwick e dal fratello del re Giorgio Plantageneto, I duca di Clarence. Con loro egli si recò in Francia la primavera seguente alla corte di Margherita d'Angiò, moglie del detronizzato Enrico VI d'Inghilterra, insieme si batterono per la restaurazione di Enrico al trono che avvenne a seguito dell'invasione dell'Inghilterra nel settembre 1470. Il 13 ottobre John portò i gioielli della corona innanzi a Enrico nella processione che ebbe luogo nell'Antica cattedrale di San Paolo. Il ritorno dei Lancaster al trono gli fruttò il titolo di Lord High Constable e il 15 ottobre mise agli arresti il conte di Worcester che otto anni prima aveva arrestato suo padre e suo fratello.
Nel marzo 1471 John impedì a Edoardo di approdare con le proprie navi a Norfolk e il mese dopo fu al comando di una delle ali dell'esercito lancastriano alla Battaglia di Barnet, lo scontro vide vincitori gli yorkisti, ma John riuscì a sconfiggere gli uomini di William Hastings, I barone Hastings contro i quali si batté. Parte della sconfitta si dovette al fatto che i soldati si dispersero per saccheggiare il villaggio vicino, egli riuscì a riportarne parte sul campo, ma la fitta nebbia confondeva la vista e gli uomini tanto che, durante un ripiegamento, i lancastriani, confondendo gli stemmi, scoccarono frecce sui loro stessi compagni.
Dopo la sconfitta John scappò in Scozia insieme a pochi uomini, ai fratelli George e Thomas e a William de Beaumont, II conte di Beauchamp (aprile 1438-19 dicembre 1507). Da lì salpò per la Francia, dove, messe insieme delle navi, venne ingaggiato come Corsaro. Benché dopo la sua fuga dall'Inghilterra non fosse stato formalmente privato dei propri diritti le sue terre vennero comunque confiscate e sua moglie Margaret dovette sopportare pesanti privazioni finanziarie. Il 28 maggio 1473 John tentò un inutile approdo presso il villaggio di St. Osyth, nell'Essex e il 30 settembre mise sotto assedio il villaggio cornico di St Michael's Mount, assedio che vide la reazione di John Fortescue, alla fine dopo la diserzione di molti uomini e una ferita al volto John decise di arrendersi insieme ai fratelli e a Beaumont il 15 febbraio 1474.
John venne imprigionato in un castello nei pressi di Calais e venne privato dei propri diritti nei primi mesi del 1475. Nello stesso periodo sua madre venne forzata a cedere le sue proprietà a Riccardo di Gloucester, fratello del re.
Nel 1478 John riuscì a scalare le mura del castello e a lanciarsi nel fossato, forse in un tentativo di fuga, nel 1484 il nuovo re Riccardo III d'Inghilterra ordinò il suo trasferimento in patria, ma prima che potesse avvenire John era scappato dopo aver convinto uno dei suoi carcerieri, James Blount (morto 1493) a seguirlo per unirsi a Enrico Tudor allora in esilio in Francia.
Enrico lo prese immediatamente fra le sue file, l'anno dopo partì con lui alla volta dell'Inghilterra e combatté al suo fianco alla Battaglia di Bosworth nella quale Riccardo venne ucciso ed Enrico salì al trono come Enrico VII d'Inghilterra.

## Gli onori e la morte
La salita al trono di Enrico comportò anche l'ascesa di John, gli vennero restituiti titoli e proprietà e ricevette parecchi incarichi e donazioni incluso quello di Lord High Admiral il 21 settembre 1485, capo sovrintendente del Ducato di Lancaster e infine Conestabile della Torre di Londra incarico che gli venne conferito il 22 settembre. In aggiunta fu creato capo della Guardia del Corpo Reale e fu riconosciuto il suo diritto ereditario ad essere Lord gran ciambellano. Come detentore di questa carica egli presenziò all'incoronazione di Enrico e di sua moglie Elisabetta di York ponendo la corona sul capo del re durante il banchetto reale. Nel 1486 gli venne conferito l'Ordine della Giarrettiera e presenziò a numerose e importanti cerimonie di corte oltre a essere fra i padrini del primogenito di Enrico, Arturo presentando al proprio figlioccio come dono una coppia di bacili dorati.
Questi onori non portarono con sé la fine delle battaglie, nel 1487 John era uno dei capi durante la Battaglia di Stoke Field che pose definitivamente fine alla guerra con la definitiva vittoria dei lancastriani. Nel 1492 andò a combattere in Piccardia, poi combatté durante l'Insurrezione della Cornovaglia del 1497 e presiedette, due anni dopo, in qualità di Lord grande intendente, al processo contro il conte di Warwick.
Negli anni le entrate di John erano andate aumentando e nel 1499 avevano raggiunto la cifra di 1600 £ annui.
L'Essex era diventata la sua casa e John visse fra i villaggi di Wivenhoe e Castle Hedingham, fu qui che morì il 10 marzo 1513 e venne sepolto presso il priorato di Colne. Poiché John non aveva avuto figli legittimi fu succeduto da suo nipote John de Vere, XIV conte di Oxford.

## Matrimoni e figli
John si sposò una prima volta con Margaret Neville (1450 circa-1506), figlia di Richard Neville, V conte di Salisbury, il che rendeva John cognato di Richard Neville, XVI conte di Warwick.
Margaret morì attorno alla fine del 1506, massimo ai primi del 1507 e John si risposò con Elizabeth Scrope.
Da nessuna delle due mogli John ebbe figli.